# John Bannon

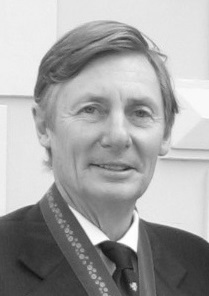
John Bannon (2007)

Hon. John Charles Bannon, AO (* 7. Mai 1943 in Bendigo, Victoria; † 13. Dezember 2015 in Adelaide, South Australia) war ein australischer Politiker der Australian Labor Party (ALP), der unter anderem von 1977 bis 1993 Mitglied des South Australian House of Assembly war, zahlreiche Ministerämter in verschiedenen Regierungen von South Australia bekleidete sowie zwischen 1982 und 1992 Premierminister von South Australia war. Er fungierte zudem von 1988 bis 1991 als Nationaler Präsident der Australian Labor Party.

## Leben

### Abgeordneter, Minister und Oppositionsführer
John Charles Bannon begann nach dem Schulbesuch ein grundständiges Studium sowie ein Studium der Rechtswissenschaften an der University of Adelaide, welche er in den 1960er Jahren beendete. Während dieser wurde er 1968 Präsident der nationalen Studentenvereinigung AUS (Australian Union of Students). Anfang bis Mitte der 1970er Jahre hatte er eine Reihe beratender Positionen inne, darunter eine im Arbeits- und im Einwanderungsministerium.
Bei den Wahlen am 17. September 1977 wurde er für die South Australian Labor Party als Nachfolger seines Parteifreundes Jack Jennings im Wahlkreis Ross Smith erstmals zum Mitglied des South Australian House of Assembly gewählt und gehörte diesem bis zum 10. Dezember 1993 an, woraufhin sein Parteifreund Ralph Clarke bei der Wahl am 11. Dezember 1993 diesen Wahlkreis übernahm. Knapp ein Jahr nach seiner ersten Wahl wurde er in die Regierung von Premierminister Don Dunstan berufen und fungierte in dieser vom 28. September 1978 bis zum 15. Februar 1979 als Minister für Gemeindeentwicklung (Minister of Community Development) sowie als Beigeordneter Minister beim Minister für ethnische Angelegenheiten (Minister Assisting the Minister of Ethnic Affairs). Nach dem plötzlichen Rücktritt von Premierminister Dunstan am 15. Februar 1979 übernahm er in der Regierung des neuen Premierminister Des Corcoran vom 15. Februar bis zum 18. September 1979 weiterhin den Posten als Minister für Gemeindeentwicklung und bis zum 15. März 1979 zudem erneut als Beigeordneter Minister beim Minister für ethnische Angelegenheiten, ehe er zwischen dem 15. März und dem 18. September 1979 außerdem Minister für Freizeit und Sport (Minister of Recreation and Sport) sowie Minister für Kommunalverwaltung (Minister of Local Government) war. Bei der Wahl am 15. September 1979 erlitt Labour eine deutliche Niederlage mit einem Vorsprung von 11 Prozent zugunsten der Liberal Party of Australia, die 24 der 47 Sitze in der Legislativversammlung gewannen, während Labour sieben ihrer bisher 27 Sitze einbüßte. Corcoran verblieb nach der Wahlniederlage vom 18. September bis zum 2. Oktober 1979 noch Vorsitzender der South Australian Labor Party und war zugleich noch Oppositionsführer, ehe diese Funktionen am 2. Oktober 1979 von John Bannon übernommen wurden.

### Premierminister von 1982 bis 1992, weitere Ämter und Präsident der Australian Labor Party

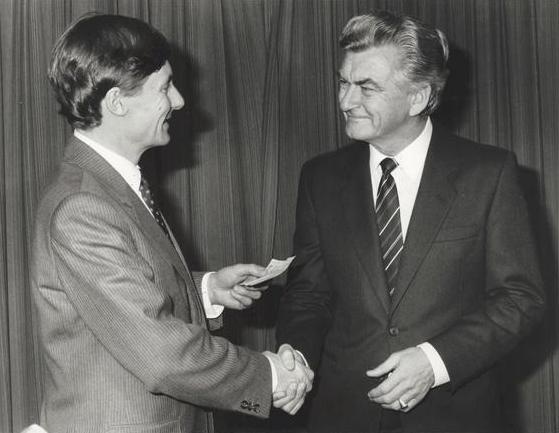
Bannon (links) mit dem Premierminister Australiens Bob Hawke (1983).

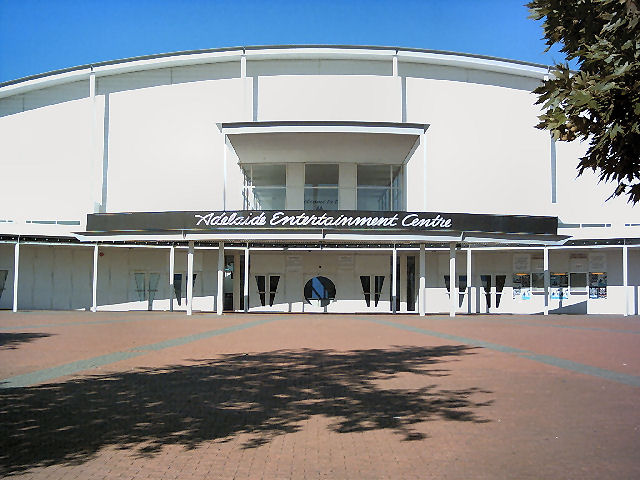
Am 20. Juli 1991 eröffnete Bannon als Premierminister den Komplex des Adelaide Entertainment Centre.

Bannon führte die Labour Party zum Sieg bei den Wahlen am 6. November 1982, bei denen seine Partei 24 der 47 Sitze in der Legislativversammlung erhielt. Daraufhin wurde er als Nachfolger von David Tonkin von der Liberal Party am 10. November 1982 Premierminister von South Australia und bekleidete dieses Amt fast ein Jahrzehnt lang bis zum 4. September 1992. In seiner Regierung fungierte er darüber hinaus vom 10. November 1982 bis zum 4. September 1992 als Schatzminister (Treasurer), zwischen dem 10. November 1982 und dem 20. April 1989 als Minister für Künste (Minister for the Arts) sowie vom 10. November 1982 bis zum 18. Dezember 1985 und erneut zwischen dem 14. Dezember 1989 und dem 2. September 1992 als Minister für staatliche Entwicklung (Minister of State Development).
Bei der Wahl vom 7. Dezember 1985 konnte die Labor Party sich verbessern und 27 der 47 Sitze in der South Australian House of Assembly erzielen. Seine Regierung zeichnete sich durch einen Schwerpunkt auf sorgfältiger Haushaltsführung aus, dem jedoch Versuche gegenüberstanden, die wirtschaftlichen Grundlagen des Bundesstaates durch die Anwerbung ehrgeiziger Großprojekte zu erweitern. Zu den bemerkenswertesten davon gehörten ein millionenschwerer U-Boot-Vertrag, der Formel-1-Grand-Prix und die umstrittene Multi-Function-Polis-Initiative. Als Nachfolger von Mick Young wurde er zudem am 7. April 1988 Nationaler Präsident der Australian Labor Party und hatte diese Funktion bis zum 25. Juni 1991 inne, woraufhin Stephen Loosley diese Funktion übernahm. Obwohl Bannon nach den Wahlen am 25. November 1989, die zu einem Patt von jeweils 22 Sitzen für Labor Party und Liberal Party in der Legislativversammlung führten, zum dritten Mal als Premierminister gewählt wurde, geriet seine Amtszeit als Premier zunehmend in Gefahr, als er im Februar 1991 gezwungen war, eine Milliarden-Australische Dollar-Rettungsaktion für die in Schwierigkeiten geratene State Bank of South Australia anzukündigen. Am 20. Juli 1991 eröffnete er den Komplex des Adelaide Entertainment Centre, damals bestehend aus der Haupthalle und dem Theater, dessen Kosten bei 44 Millionen AUD lagen. Weitere Enthüllungen über das Ausmaß der Staatsbankkatastrophe und Bannons Rolle dabei führten am 4. September 1992 zu seinem Rücktritt, woraufhin Lynn Arnold neuer Vorsitzender der South Australian Labor Party und Premierminister des Bundesstaates wurde. Am 26. November 1992 wurde ihm der Höflichkeitstitel The Honourable verliehen. Bei den Wahlen am 11. Dezember 1993 verzichtete Bannon auf eine erneute Kandidatur für die Legislativversammlung. 
Nach seinem Ausscheiden aus der Legislativversammlung war John Bannon von 1994 bis 1999 Direktor der Australian Broadcasting Commission (ABC) und fungierte danach zwischen 2000 und 2008 als Rektor (Master) des St Mark’s College der University of Adelaide. Für seine Verdienste wurde ihm am 1. Januar 2001 anlässlich des 100-jährigen Bestehens des Australischen Bundes die Centenary Medal verliehen. 2006 schloss er seine Promotion zum Doctor of Philosophy (Ph.D.) im Fach Geschichte an der Flinders University ab und war dort anschließend als Professor tätig. Er war des Weiteren Vorstandsmitglied von Cricket Australia und der South Australian Cricket Association, Vorsitzender des Beirates der National Archives of Australia (NAA) und aktives Mitglied zahlreicher anderer Gemeinschaftsorganisationen. In Anerkennung seiner Verdienste um die Politik und das südaustralische Parlament sowie um die Geschichte, insbesondere durch Forschung und Veröffentlichung im Themenbereich der australischen Föderation, und für die Gemeinschaft von Sport-, Kultur- und Wohlfahrtsorganisationen wurde er am 26. Januar 2007 zum Officer des Order of Australia (AO) ernannt.

## Veröffentlichungen
- The crucial colony. South Australia’s role in reviving federation, 1891-1897, Federalism Research Centre, The Australian National University, Canberra 1994
- Towards Federation. The Role of the Smaller Colonies, Papers on Parliament No. 30, November 1997 (Onlineversion)
- 1901. The forgotten election, Mitautor Marian Simms, University of Queensland Press, API Network und Curtin University of Technology, St. Lucia 2001
- Supreme federalist. The political life of Sir John Downer, Wakefield Press, Kent Town 2009
- The Disillusionment of Sir John Downer, Papers on Parliament No. 55, February 2011 (Onlineversion)
- Shadow or Illumination? Kingston’s Rival Constitution, Papers on Parliament No. 61, May 2014 (Onlineversion)

## Hintergrundliteratur
- Andrew Parkin, Allan Patience: The Bannon decade. The politics of restraint in South Australia, Allen & Unwin, St. Leonards 1992
- Parliament of South Australia: Statistical Record of the Legislature 1836–2007 (Memento vom 11. März 2019 im Internet Archive)
- Robert Martin: Responsible Government in South Australia, Band 2, Wakefield Press, 2009, ISBN 978-1-8625-4-8442, S. 83 f. (Onlineversion (Auszug))